# 카빈다 월경지 해방전선
카빈다 월경지 해방전선(포르투갈어: Frente para a Libertação do Enclave de Cabinda)은 앙골라 카빈다주의 독립을 위해 싸우는 무장단체이다. 1975년 앙골라가 포르투갈로부터 독립함에 따라 카빈다는 새롭게 독립한 앙골라의 월경주가 되었다. 카빈다 전쟁에서 카빈다 월경지 해방전선은 카콩고, 로앙고 왕국, 은고요 왕국이 점령한 지역에서 싸운다.

## 역사

### 카빈다주의 역사
카빈다는 1885년 포르투갈 정부의 대표와 은고요 왕국의 관리들에 의해 체결된 시물람부코 조약에 따라 포르투갈 제국에 귀속되었다. 조약 체결 이전인 1885년 2월 포르투갈 왕실은 카빈다의 관리들과 왕자들이 포르투갈의 보호를 요구했다고 주장했고, 이를 근거로 카빈다에 대한 영유권을 같이 주장하게 되었다. 시물람부코 조약을 통해 포르투갈의 카빈다 영유권이 인정되었으며, 분할되어 있던 은고요 왕국, 로앙고 왕국, 카콩고 왕국이 카빈다주로 통합되었다.
카빈다주를 앙골라에 귀속시키려는 논의는 1920년대부터 시작되었다. 1933년의 포르투갈 헌법은 앙골라 식민지와 카빈다 보호령을 구분했지만, 1956년에 카빈다의 행정은 앙골라 총독에게 넘어갔다. 앙골라와 카빈다의 법적 지위 차이는 1971년 포르투갈 헌법에도 명시되어 있다. 하지만 1951년 앙골라가 프로빈시아 우트라마리누로 승격되었을 때 카빈다는 앙골라의 주였던 것처럼 취급되었다.

### 단체 창립과 앙골라 독립 전쟁
1963년 카빈다의 독립을 모색하던 카빈다 월경지 해방운동, 마욤베 민족동맹, 카빈다 민족연합 활동위원회가 카빈다 월경지 해방전선을 창립했다. 이 시기 포르투갈령 앙골라에서는 독립 전쟁이 발발했고, 카빈다 월경지 해방전선은 포르투갈군과 맞서 싸웠다. 독립 전쟁은 약 10년 동안 계속되었다.
그러나 포르투갈 내부에서도 모잠비크 위리야무에서 발생한 위리야무 학살 등으로 인해 전쟁에 대한 포르투갈 국민의 지지가 떨어졌고, 좌익 학생들과 반전 운동가들은 징집을 피해 미국과 프랑스로 도주했다. 한편 이스타두 노부(포르투갈 제2공화국) 정권이 식민 전쟁에 많은 비용을 투입하자 국제적으로도 포르투갈은 무기 엠바고를 비롯한 국제적 제재를 받았다. 결국 포르투갈 국내외의 복합적인 요소로 인해 1974년 4월 25일 카네이션 혁명이 발발했고, 이스타두 노부에 반대하던 군인들이 쿠데타를 일으켜 정권을 교체하고 1933년 포르투갈 헌법이 교체되었다. 이 혁명을 통해 포르투갈의 해외 식민지도 모두 독립하게 되었다.
한편 카네이션 혁명 이후 포르투갈과 앙골라 독립 전쟁에 참전했던 앙골라 해방인민운동, 앙골라 민족해방전선, 앙골라 완전독립 민족동맹은 1974년 4월 25일부터 앙골라의 독립에 대해 논의했다. 앙골라 독립 전쟁에 참전했던 이 3개 세력의 지도자가 자이르 부카부에서 만나 하나의 정체(政體)를 만들기로 합의했고, 1975년 1월 5일 케냐 몸바사에서 이들은 서로 싸우지 않기로 다시 합의했다. 1975년 1월 10일부터 15일까지 앙골라 해방인민운동, 앙골라 민족해방전선, 앙골라 완전독립 민족동맹은 포르투갈 알보르에서 만나 알보르 합의에 서명했다. 앙골라는 알보르 합의를 통해 독립을 이룩했지만, 이 과정에서 카빈다 월경지 해방전선은 제외되었으며 이로 인해 카빈다에 대한 문제도 제대로 처리되지 않았다.

### 분파 및 분할
카빈다 월경지 해방전선의 지도자였던 엔리케 은지타 티아고는 카빈다의 독립을 위해 강경한 무장 투쟁을 단체의 방향으로 잡았는데, 이에 대한 단원들의 의견이 엇갈리면서 1970년대 카빈다 월경지 해방전선은 여러 파벌로 나뉘었다. 엔리케 은지타 티아고가 이끄는 FLEC-은지타와 프란시스쿠 자비에 루보타가 이끄는 FLEC-루보타가 그것이었다. 1979년 6월 카빈다 해방인민운동이 카빈다 월경지 해방전선에서 떨어져 나와 새로 탄생했다. 1988년에는 카빈다 공산당 위원회가 이탈했다. 1996년에는 네덜란드에서 카빈다국 해방전선이 새로 탄생했다.

### 앙골라 내전과 테러
카빈다 월경지 해방전선에서 운동 노선을 두고 분파가 이어지는 동안, 은지타가 이끄는 원래 그룹은 앙골라 정부를 상대로 1990년대부터 테러를 자행했다. 또한 FLEC 분파 그룹 중 가장 규모가 크고 전술이 좋았던 FLEC-R 회원들은 1990년대 시에라리온의 혁명연합전선과 유사하게 앙골라 정부의 관리들과 그들의 지지자들의 귀와 코를 잘라냈다. 1992년 3월 27일과 4월 23일 FLEC 무장세력이 버스를 멈추고 셰브론 석유회사 직원들을 강제로 내보내고 버스에 불을 질렀다. 1992년 5월 14일 말롱고에서 FLEC와 경찰 사이에 대규모 전투가 벌어졌고, 25발의 박격포탄이 우연히 인근 셰브론 단지를 강타했다. 2002년 12월에는 앙골라 정부군이 FLEC-R을 격파했다고 선언했다.